# Рабство в Российской Федерации
Ра́бство в Росси́йской Федера́ции — система обращения и использования людей в рабстве или близком к рабству состоянии, практикуемая на территории современной России.
По действующему законодательству России обращению и использованию людей в рабстве призваны противодействовать положения Уголовного кодекса Российской Федерации, предусмотренные статьями: 126 «Похищение человека», 127 «Незаконное лишение свободы», 127.1 «Торговля людьми» и 127.2 «Использование рабского труда».
Факты порабощения и использования рабского труда в современной России подтверждаются независимыми организациями и правоохранительными органами РФ. По мнению ООН и ряда международных правозащитных организаций, масштаб таких преступлений в России является значительным, затрагивая судьбы свыше миллиона человек. В 2018 году Россия, согласно оценке Global Slavery Index находилась на 9 месте в мире по числу рабов.

## Международные соглашения против рабства

### Подписанные и ратифицированные РФ
1. «Конвенция относительно рабства, подписанная в Женеве 25 сентября 1926 года, с изменениями, внесёнными Протоколом от 7 декабря 1953 года»
2. «Конвенция о борьбе с торговлей людьми и с эксплуатацией проституции третьими лицами» 1949 г.
3. Конвенция ООН о борьбе с торговлей людьми и с эксплуатацией проституции третьими лицами 1950.
4. «Конвенция о защите прав человека и основных свобод» 1950 г.
5. «Дополнительная Конвенция об упразднении рабства» 1956 г.
6. Европейская Конвенция о взаимной правовой помощи по уголовным делам, CETS No. 30, от 20 мая 1959 г. («Конвенция о взаимной правовой помощи»)
7. «Конвенция о ликвидации всех форм дискриминации в отношении женщин» 1979 г.
8. Конвенция 182 Международной Организации Труда «О запрещении немедленном искоренении наихудших формах детского труда». 1999 г.
9. «Протокол о предупреждении и пресечении торговли людьми, особенно женщинами и детьми, и наказании за неё, дополняющий Конвенцию Организации Объединённых Наций против транснациональной организованной преступности» 2000 г.
10. «Факультативный протокол к Конвенции о ликвидации всех форм дискриминации в отношении женщин» 1999 г.
11. Конвенция ООН против транснациональной организованной преступности 2000 г.
12. Протокол против незаконного ввоза мигрантов по суше, морю и воздуху, дополняющий Конвенцию ООН против транснациональной организованной преступности от 15 ноября 2000 г.
13. «Факультативный протокол к Конвенции о ликвидации всех форм дискриминации в отношении женщин»[4].

### Подписанные, но не ратифицированные РФ
1. Соглашение о сотрудничестве в борьбе с торговлей людьми, органами и тканями человека от 25 ноября 2005 года[4].

### Не подписанные и не ратифицированные РФ
1. Статут Международного Уголовного Суда 1998 г.[5]
2. Конвенция Совета Европы о противодействии торговле людьми 2005 г.
3. Факультативный протокол No.2 к Конвенции ООН о правах ребёнка 2000 г[4].

## Рабство по международному и российскому законодательству
Конвенция о рабстве от 1926 года гласит, что под рабством понимается положение или состояние лица, в отношении которого осуществляются некоторые или все полномочия, присущие праву собственности. Подписанная и ратифицированная Россией «Дополнительная Конвенция об упразднении рабства, работорговли и институтов и обычаев, сходных с рабством» 1956 года и ряд других международных соглашений стран-участниц ООН относят к одной из форм рабства также принудительные браки и похищение невест. В российском внутреннем законодательстве нет чётко прописанного определения рабства. Преступления против свободы личности по российскому законодательству наказываются в соответствии со статьями УК РФ: 126 (похищение человека), 127 (незаконное лишение свободы), 127.1 (торговля людьми), 127.2 (использование рабского труда), а также ст. 240 (вовлечение в занятие проституцией или принуждение к продолжению занятия проституцией) и ст.241 (организация занятия проституцией с применением насилия или с угрозой его применения или с использованием для занятия проституцией несовершеннолетних). В настоящее время в России принудительный труд выведен из правовой сферы.
Вербовка, перевозка, передача, укрывательство или получение ребёнка для целей эксплуатации считаются «торговлей людьми» даже в том случае, если они не связаны с применением какого-либо из средств воздействия, указанных выше, так же считается преступлением. Под торговлей людьми подразумевается обращение с живым человеком как с вещью (товаром), который можно продать, купить, обменять, подарить, заложить, сдавать в аренду и так далее («иные сделки»). Вне зависимости от того, кем, где и с какой целью совершается это деяние, обращение с человеком как с объектом сделки является преступлением, даже если сама по себе сделка с человеком не преследует целей его эксплуатации. С 25 ноября 2008 года определение этого преступления было ужесточено.

## Оценка ситуации

### Оценка российских властей
По данным профессора кафедры народонаселения экономического факультета МГУ Ирины Ивахнюк, каждый пятый трудовой мигрант в России эксплуатируется незаконно. Российские власти признают остроту проблемы и необходимость борьбы с рабством и работорговлей в России. По мнению Елены Мизулиной, «сегодня доходы от торговли людьми превышают доходы от торговли наркотиками. Если ничего не делать, то все работорговцы соберутся у нас».
По словам главы московского профсоюза полицейских Михаила Пашкина дела по статье 127 УК («Незаконное лишение свободы») являются редкостью. По его мнению, проблема борьбы с работорговцами и мафией попрошаек в том, что они платят сотрудникам полиции за «крышу».

### Оценка российских правозащитных организаций
Светлана Ганнушкина заявила, что российские законы с 2002 по 2007 год фактически не давали возможности российским работодателям законно нанимать иностранных рабочих и в результате за этот период взаимоотношения работодателей и работников-мигрантов вышли из правового поля, что ухудшило положение мигрантов.

### Оценка иностранных правительств
В ежегодном отчёте Госдепартамента США за 2013 год Россия была отнесена к третьей группе стран в отношении торговли людьми. По данным Госдепа, в этих странах власти не стремятся исправить положение. Вместе с Россией к этой группе были отнесены, в частности, Китай, Узбекистан, Эритрея. Российские власти на этот документ отреагировали крайне негативно. Отвечая на обвинение в том, что Россия недостаточно борется с рабством, официальный представитель Министерства иностранных дел Александр Лукашевич в своём «Твиттере» написал, что «США были и остаются крупнейшим в мире „импортёром“ живого товара». Константин Долгов, уполномоченный МИД РФ по вопросам прав человека, заявил, что отчёт Государственного департамента США является проявлением неприемлемого идеологизированного подхода, при котором государства ранжируются в зависимости от американских симпатий или антипатий к ним. После этого заявления российская сторона прекратила предоставление Госдепу США статистики по рабству в России, но продолжила сотрудничество по этому вопросу с другими неправительственными и другими организациями.
На коррупцию, как способствующий рабству фактор, указывал доклад Госдеп США за 2014 год, где было отмечено, что некоторые российские чиновники поощряют торговлю рабочей силой и за взятки обеспечивают владельцев предприятий нелегальной рабочей силой.

### Оценка ООН
По оценкам ООН в докладе «Торговля людьми: глобальные закономерности» от 2006 года Россия была отнесена к 11 государствам, в которых отмечен высокий уровень активности похитителей людей. Консультант ООН по вопросам работорговли Кевин Бейлс заявил, что наказания за наркоторговлю в ряде стран, в том числе и в России, более суровы нежели за торговлю людьми, в результате чего рынок сексуального рабства процветает.

### Оценка МОТ
В 2003 году эксперты МОТ организовали опросы среди мигрантов в ряде российских городов. Количество трудящихся мигрантов в России было оценено от 3,5 до 5 миллионов. Опросы показали, что 24 % из них принуждали работать бесплатно, у 20 % была ограничена свобода перемещения, 21 % подвергались угрозам и шантажу со стороны работодателя. Большинство экспертов (93 %) пришло к выводу, что по меньшей мере 30 % мигрантов подвергались принудительному труду в той или иной степени.

### Оценка иностранных правозащитных организаций
По оценкам австралийской правозащитной организации The Walk Free Foundation в 2014 году в России насчитывалось около полумиллиона рабов, которые работали на заводах, фермерских хозяйствах. Согласно оценке The Walk Free Foundation к 2016 году численность подневольных работников в России увеличилась вдвое по сравнению с тремя последними годами, достигнув 1 млн 48,5 тыс. человек. В докладе этой организации реакция властей РФ на проблему порабощения людей в России описывается как «очень слабая». На 2021 год оценка организацией числа рабов в РФ возросла до 1,9 миллиона человек.

## Формы рабства и эксплуатации рабского труда в России
Ведущий научный сотрудник Академии Генеральной прокуратуры РФ Сергей Винокуров считает, что «торговля людьми сейчас — это один из самых прибыльных видов транснациональной организованной преступности».

### Трудовое рабство
По оценке экспертов МОТ, трудовое рабство является наиболее распространённой формой рабства в России. На Дальнем Востоке России в ряде отраслей, включая сельское хозяйство и рыболовство, на условиях долговой кабалы и принуждения используется мужской труд. Рабы, включая мужчин, женщин и детей из России и других стран принуждаются к рабскому труду в России, включая работу в строительной отрасли, в текстильных магазинах, а также в сельском хозяйстве. По оценкам МОТ, около 40 000 мужчин и женщин из Северной Кореи работают в рабских условиях в России, в частности, в лесозаготовительной отрасли. Также известно, что российские женщины принуждаются к рабскому труду в Армении.

#### Использование рабского труда заключённых
Многие заключённые в российских колониях и других учреждениях ФСИН РФ практически не получают оплаты за свой труд. Этот факт был подтверждён после публичной жалобы участницы Pussy Riot Надежды Толоконниковой, написавшей о нечеловеческих условиях труда в мордовской исправительной колонии (ИК) номер 14, была произведена проверка состояния с оплатой труда заключённых в российских тюрьмах. В результате было установлено, что оплата труда осуждённых в российских ИК производилась с грубым нарушением российского законодательства, которое предусматривало минимальный размер оплаты труда не менее 4600 рублей в месяц. Генеральная прокуратура РФ в 2017 году выявила факты незаконного привлечения осуждённых к работам без оплаты труда в 36 субъектах федерации. В сообщении пресс-службы Генпрокуратуры также указывается, что ни в одном из проверенных субъектов в полном объёме не исполняются требования об обязанности каждого осуждённого трудиться в местах и на работах, определяемых администрацией.
Выгоду от эксплуатации рабского труда заключённых тюрем получают крупные компании, как правило, созданные высокопоставленными чиновниками. По данным газеты «Известия», годовой оборот группы компаний «Восток-сервис», наживающейся на труде заключённых, в 2013 году составил 18 млрд рублей. Около 30 % заключённых ежегодно покидают места лишения свободы по УДО, что по мнению исследователей тюремной экономики является реальным стимулом для бесплатной работы у заключённых. Вместе с тем, отмечают эксперты, эксплуатация труда заключённых настолько выгодна, что создаётся система, способствующая не их исправлению, а их возвращению после освобождения обратно в колонии и тюрьмы.

### Сексуальное рабство
Российских женщин принуждали к проституции в России или переправляли для этой цели в другие страны. Из-за большого размаха секс-индустрии в России педофилы из Западной Европы и США едут для секса с детьми в Западную Россию, в особенности в Санкт-Петербург. При этом международные эксперты отметили снижение числа жертв детской проституции в этих городах благодаря полицейским расследованиям и сотрудничеству России с зарубежными правоохранительными органами.

### Насильственные браки и похищение невест
В соответствии с международными обязательствами РФ принудительные браки в России запрещены и для заключения брака необходимы взаимное добровольное согласие мужчины и женщины, вступающих в брак (ст. 12 Семейного кодекса РФ). В современной России случаи похищения невесты, особенно в кавказских республиках и прилегающих регионах, были зафиксированы и в 2007 году включительно.
В 2008 году ингушские законодатели предложили поправки в Уголовный кодекс РФ, предусматривающие наказание в виде лишения свободы на срок до трёх лет за похищение женщин с целью заключения брака. Однако Госдума РФ отклонила эти поправки. В 2017 году поправки были предложены повторно, на этот раз в виде внесения подпункта в статью 126 о похищении человека, на который не распространялось бы правило об освобождении от ответственности тех, кто отпускает похищенных добровольно.

## Рабство в отдельных российских регионах

### Рабство в Краснодарском крае
В 2012 году Государственный департамент США высказал мнение, что при строительстве олимпийских сооружений в российском Сочи использовался принудительный труд. В его докладе говорилось, что «главные стройки, относящиеся к саммиту АТЭС и Олимпиаде в Сочи, закрыты для публичного доступа, и имеются только неподтверждённые свидетельства, однако согласно им условия на этих стройках в целом суровые, и присутствуют признаки принудительного труда, такие как конфискация проездных документов и невыплата заработной платы».
Эксперты организации Human Rights Watch в начале февраля 2013-го опубликовали доклад «Олимпийские антирекорды», где говорится об эксплуатации трудовых мигрантов на стройке олимпийских объектов в Сочи. По словам автора доклада, замдиректора Human Rights Watch по Европе и Центральной Азии Джейн Бьюкенен, многих работников из Армении, Киргизии, Сербии, Таджикистана, Украины и Узбекистана обманывали с зарплатой, отбирали документы и заставляли работать по 12 часов без выходных.
В официальном ответе на запрос Би-би-си об условиях труда строителей корпорация «Олимпстрой» опровергает эти утверждения и отрицает использование «принудительного труда» на строительстве олимпийских объектов.

### Рабство в Чечне
Согласно дипломату В. Б. Лукову, в период контроля территории региона сепаратистами, «по пятницам на главной площади Грозного действовал рынок рабов». 
По оценкам Валерия Тишкова, в Чечне за 1990-е годы более 46 тысяч человек было обращено в рабство или использовалось на принудительных работах.
Чеченские власти отрицают использование рабского труда в республике в 1990-е годы.

### Рабство в Дагестане
В 2013 году министр по информационной политике Дагестана Нариман Гаджиев заявил: «Для Дагестана принудительный труд не редкость, хотя правоохранительные органы постоянно с этим борются. При этом физической силой граждан никто не удерживает. Речь здесь скорее идёт о мошенничестве»; многие заявляли, что их накачивали наркотиками, похищали и заставляли работать против своей воли, обычно при кошарах или кирпичных заводах.

### Рабство на Дальнем Востоке России
Власти КНДР поставляют рабочую силу для работы на лесозаготовках и строительстве на российском Дальнем Востоке. Поставки рабочей силы полностью контролируются северокорейским властями, которые забирают себе от 70 % до 85 % заработка рабочих, вынужденных работать в крайне тяжёлых условиях. Их численность в России южнокорейские правозащитные организации[какие?] оценивают в 15-20 тысяч человек. Северокорейские рабочие должны работать под стражей в специальных трудовых лагерях, выходить за пределы которых они не имеют права. Пойманных при попытке бегства рабочих под конвоем офицеров северокорейских спецслужб отправляют на родину для наказания. По мнению профессора Владивостокского университета Александра Латкина, условия, в которых вынуждены работать северокорейские рабочие в России, есть не что иное, как форма рабства.
В свою очередь, российские криминальные группировки вербуют женщин из регионов российского Дальнего Востока для выезда в Китай, где они оказываются в рабстве и принуждаются к занятию проституцией. По мнению российских оперативных работников, их численность превышает 30 тысяч человек.

## Категории населения с наибольшим риском попадания в рабство
По мнению участников дискуссии в Общественной Палате РФ, в России в зоне риска попадания в рабство в основном находятся мигранты. По мнению лидера антирабовладельческого движения «Альтернатива» Олега Мельникова, из российских граждан наибольшему риску подвергаются одинокие люди и выходцы из регионов, приехавшие в российскую столицу за заработком, лица с невысоким образовательным уровнем, а также молодые неопытные девушки. По мнению петербуржского журналиста Ильнура Шарафиева, в России существует разветвлённая система эксплуатации людей, оказавшихся в сложных жизненных ситуациях — нарко- и алкозависимых, бездомных, приезжих, ищущих работу в чужом городе: людей под видом оказания помощи в поиске работы вербуют и продают в рабство. Такой же точки зрения придерживается Дмитрий Полетаев, исследователь трудовой и учебной миграции, директор Центра миграционных исследований.
Однако риск попасть в рабство существует для каждого человека, в России среди освобождённых из рабства людей имелись и люди с высшим образованием.
По данным Олега Мельникова, современные цены на рабов зависят от категории человека. Трудовой раб в 2016 стоил около 20 тысяч рублей, а раб для «мафии нищих» стоил уже около 50 тысяч рублей. Если это был грудной ребёнок, то цена возрастала до 80-100 тысяч рублей, в зависимости от цвета кожи ребёнка. При этом грудной ребёнок, используемый для попрошайничества, из-за плохого ухода живёт от полутора до трёх месяцев и умирает. Наибольшую цену дают за молодых рабынь для сексуальной эксплуатации, тогда цена доходит от 70 до 150 тысяч рублей.

## Российские общественные организации, занимающиеся борьбой с рабством
По словам О. Мельникова в отличие от США и стран Западной Европы, где имеется множество общественных организаций, борющихся с современным рабством, в настоящее время в России существует только одна такая организация — движение «Альтернатива» (не путать с одноимённой молодёжной организацией). Основной регион активности — Дагестан, где усилия организации направлены на освобождение рабов из многочисленных нелегальных кирпичных заводов, которых там насчитывается около 500. За все годы существования движения «Альтернатива» российское правительство ни разу не оказало ей финансовой помощи и эта организация существует исключительно за счёт добровольных взносов и располагает очень небольшими финансовыми возможностями, притом, что поиск одного пропавшего человека обходится около 50 тысяч рублей. Ввиду этого движение «Альтернатива» не имеет ресурсов для оказания помощи по большинству поступающих запросов об освобождении из рабства, реагируя в среднем только на 1 из 30 из них.

## Законодательные меры и судебное преследование за принуждение к рабству
В 2011 году было возбуждено 70 уголовных дел по статье УК 127.1 (торговля людьми) и в 2012 году 17 дел по статье 127.2 (использование рабского труда). В 2013 году 28 человек были обвинены по статье 127.1, из них 23 были приговорены к срокам тюремного заключения от 2 до 11 лет.
В 2016 году за похищение человека (ст. 126 УК РФ) был осуждён 281 человек, за незаконное лишение свободы (ст. 127 УК РФ) — 344 человека, торговлю людьми (ст. 1271 УК РФ) — 25 человек, использование рабского труда (ст. 1272 УК РФ) — 8 человек.

## Отражение в культуре
- Война, режиссёр Алексей Балабанов, 2002
- Лиля навсегда, режиссёр Лукас Мудиссон, 2002